# Paula Biggar
Paula Biggar, née le 9 mai 1955, est une femme politique canadienne, membre du Parti libéral.
De 2007 à 2019, elle représente la circonscription de Tyne Valley-Linkletter à l'Assemblée législative de l'Île-du-Prince-Édouard. Elle est vice-présidente de l'Assemblée législative.
Le 20 mai 2015, elle est nommée ministre des Transports, de l’Infrastructure et de l’Énergie. 